# SBB Ae 4/7 sorozat
Az SBB Ae 4/7 sorozat egy svájci 15 kV, 16,7 Hz váltakozó áramú, 2'Do1' tengelyelrendezésű villamosmozdony-sorozat, melyet 1927 és 1934 között gyártott az SLM, a BBC, az MFO és a SAAS. A mozdony szerkezete a különleges Buchli hajtásnak köszönhetően aszimmetrikus. A Buchli hajtás Jakob Buchli nevéhez fűződik, ez a mozdony lett az egyik leghosszabban alkalmazott mozdony a világon a maga hét évtizedével, melyek a múlt évszázad húszas és kilencvenes évei közé tehetőek. A svájci szövetségi vasút ezalatt az időszak alatt teher- és személyvonati szolgálatra is használta a járműveket egész Svájc területén.

## Története
Az 1920-as években szükség volt egy nagyobb teljesítményű mozdonyra a svájci fennsíkon, melyen gyakoriak voltak a 12 ezrelékes emelkedők. Az akkori mozdonyok három hajtott tengelyükkel gyengének bizonyultak az erősödő forgalom számára. Az új mozdonyokon a már addigra az Ae3/6 I mozdonyokon bevált Buchli hajtást alkalmazták. Az első két prototípus Ae 4/7 mozdonyok az 1925-ös esztendőben érkeztek az SBB-hez, de sorozatgyártásuk csak 1927-ben kezdődött és 1934-ig tartott, mely időszak alatt 127 mozdonyt gyártottak.
Míg a mozdonyok szerkezetét egységesen a Svájci Mozdony- és Gépgyár (SLM) gyártotta, addig a villamos szerkezetük három különböző mozdonygyárban készültek, melyek pályaszám szerint a következők:  Brown, Boveri & Cie. (BBC) (10901–10916, 10932–10938, 10952–10972, 11003–11008 and 11018–11027), Maschinenfabrik Oerlikon (MFO) (10917–10918 and 10973–11002) as well as Société Anonyme des Ateliers de Sécheron (SAAS) (10939–10951 and 11109–11017).Az utolsó sorozat mozdonyok (10919–10931) az MFO-ban készültek BBC elektromos berendezésekkel.

## Felépítése
A mozdony négy hajtott és három futó kerékpárral rendelkezett. Mind a négy hajtott kerékpár egyedi hajtású volt. A vontatómotorok a mozdony főkeretén helyezkedtek el, melyeket a Buchli meghajtások kötöttek össze közvetítő tengelyekkel a meghajtott kerékpárokat. A Buchli meghajtás sajátos elhelyezkedése miatt a mozdony két oldala aszimmetrikus lett. Ez adta a mozdony jellegzetes formavilágát, Az egyik oldalon a meghajtott tengelyeket a Buchli hajtás kiegyenlítő rugói, közvetítő fogaskerekei és azok védőborítása szinte teljes egészében eltakarja, míg a mozdony másik oldalán a kerekek szinte teljes mértékben láthatóak.
Nemcsak a mozdony két oldala, hanem azok végei is aszimmetrikusak hiszen a mozdony egyik végén a vezetőállást egy futó forgóváz, míg a másik vezetőállást egy futó tengely támasztja alá.
A négy hajtott kerékpár a főkeretbe mereven lett beágyazva, de a középső két tengelyt az ívekben történő jobb haladás érdekében vízszintes irányú elmozdulását lehetővé tették.
A mozdonyok egész pályafutásuk alatt az SBB zöld festését viselték magukon. Az Ae 4/7 mozdonyok külsőre igen hasonlítottak az előd Ae 3/6 I mechanikus szerkezetük is megdöbbentő hasonlóságot mutatott, ami a villamos berendezésekre már nem volt ennyire jellemző.
Alapvető különbségek a mozdonyok szerkezetében a vontatómotor feszültségszabályozásában voltak, melyek fokozatkapcsolók szerkezetében és azok vezérlésében nyilvánultak meg. Továbbá az MFO által gyártott mozdonyokon villamos ellenállás fékek voltak felszerelve, míg az SAAS gyártmányúakon a távvezérlő berendezés (MU) volt szerelve.

## Használatuk
A szállítást követően a mozdonyokat egész Svájc területén lehetett látni gyorsvonatok élén. Az 1930 évek-ben a mozdonyok az univerzális felhasználhatóságuk miatt megjelentek a Gotthard vonalon is.
Az 1940-es években a sík vidékeken leváltották őket az új beszerzésű már futó kerékpár nélküli forgóvázas RE 4/4 I sorozatú mozdonyok.
Az 1950-es években a mozdonyok még mindig a rangos Gotthard vonalon vonatokat továbbítottak az évtized végéig, míg megjelent az SBB akkori zászlóshajója a Gottardo más nevén Kantons-lok az Ae 6/6-os.
1960-as években négy Ae 4/7 (10.948-10.951) átalakítottak szélesebb áramszedőkkel az ÖBB vonalain történő közlekedés miatt. ezután a mozdonyok nemzetközi vonatokat tudtak továbbítani St. Margrethen keresztül Bregenz-től Lindau-ig.
Az 1960-as években az egyre több újonnan érkező Re 4/4 II vette át a mozdonyoktól a gyorsvonatok továbbítását, de ez idő tájban kerültek beépítésre a távvezérlő berendezések az Ae 4/7 mozdonyokba, ezáltal a nehéz tehervonatok továbbítása lett az új fő feladatuk.
Az 1990 évek derekén a mozdonyokból még 72 darab szolgálatban volt, az SBB kijelentette, h a mozdonyok az ezredfordulóig még üzemben lesznek, azonban az új Re 460-as sorozatú mozdonyok előrehaladott szállítása miatt a mozdonyokat 1996-ban kivonták a forgalomból. Üzemidejük 69 évre rúgott 1927-1996-ig, melynél csak az Ae 3/6 I mozdonyok dolgoztak tovább a saját 1921-től 1994-ig töltött szolgálatával mely 73évig tartott.